# Танр
Танр, Танур (Thanr, Thanur) — этрусская богиня, правящая вместе со своим мужем Калу и Вант подземным миром. Этруски отождествляли Калу и Танр с греческими богами подземного мира и даже называли их греческими именами Айта (Аид) и Ферсифней (Персефона).
Наряду с Таланой — богиня деторождения.
Танр представлялась со змеями на голове.

## Упоминания
Изображение Танр найдено на алабастре из Пантикапеи (Stephani, № 2201). Её имя встречается также в пояснительных надписях на 3 этрусских зеркалах (с 11 459, 2505 bis, 2505 ter).

## Связь с другими богами
Вооружение богини может сближать её с Минервой или Афиной, которые также изображалась вооруженными. Наличие в руках богине секиры связывает её с атрибутикой царской власти, а наличие в руках лука и стрел сближает с Геркле. Возможно, богиня Танр является ипостасью богини Менрвы в её военной функции, или богиней из её окружения.
Этруски отождествляли Калу и Танр с греческими богами подземного мира и даже называли их греческими именами Айта (Аид) и Ферсифней (Персефона).